# Turgiele (gmina)
Gmina Turgiele (lit. Turgelių seniūnija) – gmina w rejonie solecznickim okręgu wileńskiego na Litwie.

## Miejscowości
Miejscowości w gminie Turgiele: Ażewicze, Biedubnie, Biena, Biereszówka, Bigierdy, Bojary I, Borkuszki (gmina Turgiele), Dobra Nowina, Dworce (rejon solecznicki), Dworzyszcze (rejon solecznicki), Giemzy I, Giemzy II, Górele (gmina Turgiele), Grabowo (gmina Turgiele), Jezuitka, Juszki (okręg wileński), Kazimierowszczyzna, Kiwańce, Kudziany, Łazanka (Litwa), Magdalenka (Litwa), Małachowce, Michnowo, Mierzyszki (gmina Turgiele), Mikszule, Misiuczany, Najduny, Osinówka (okręg wileński), Ościukowszczyzna, Pawłowo, Pobień, Podmerecz, Podwidrańce, Postawki, Puzyryszki, Rymoszyszki, Sawojciszki, Skwirańce, Stanowiszcze, Szostaki (Litwa), Taboryszki, Turgiele, Uściszki, Widrańce, Wiktorowo (Litwa), Wiktoryszki (rejon solecznicki), Wilkiszki (rejon solecznicki), Wołokieniki, Wysoka-Merecz, Żemojdziuki.